# Ледена дворана Санкт Петербург
Ледена дворана Санкт Петербург (рус. Ледовый дворец Санкт-Петербург), вишенаменска је арена у Санкт Петербургу, Русија. Отворена је 2000. године и има капацитет за око 12.300 људи. Пре свега се користи за утакмице хокеја на леду, а домаћи је терен ХК СКА, који игра у Континенталној хокејашкој лиги. У Леденој дворани одржало се финале Светског првенства у хокеју на леду 2000. године, као и неке од утакмица Лиге шампиона у хокеју на леду.